# Marco Sturm
Marco Johann Sturm (* 8. září 1978, Dingolfing, Německo) je bývalý německý profesionální hokejový útočník. Od roku 2025 je trenérem hokejového týmu Boston Bruins.

## Hráčská kariéra
Draftován byl v roce 1996 jako 21. celkově do San Jose Sharks. První gól v NHL vstřelil proti Chicago Blackhawks do sítě Jeffa Hacketta 3. října 1997. 30. listopadu 2005 byl vyměněn společně s Bradem Stuartem a Waynem Primeauem za Joa Thorntona do Boston Bruins. Na konci sezony 2007–08 byl jediným hráčem z trejdu, který v Bruins pokračoval.
Protože je dobrým bruslařem, často se mu říká „nejrychlejší Němec na ledě“. Jeho výpady do ofenzivní zóny jsou často nazývány „blitzkriegy“. Na Utkání hvězd 1999 byl druhý nejlepší bruslař NHL za Peterem Bondrou.
Měl být kapitánem německé reprezentace na Olympijských hrách v Turíně 2006. Pár dní před odletem do Itálie bylo ale zjištěno, že trpí nespecifikovaným zraněním na horní části těla.
24. února 2007 podepsal novou víceletou smlouvu s Bruins.
2. února 2008 hrál svůj 730. zápas v NHL, což je nejvíce ze všech Němců.
26. dubna 2008 byl jeden z německých hráčů v NHL, kteří později reprezentovali Německo na Mistrovství světa.
Jeho nejznámější gól přišel v play-off 2008 na konci základní hrací doby šestého zápasu čtvrtfinále Východní konference proti Montreal Canadiens. Vypálil střelu zápěstím na brankáře Canadiens Careyho Price, který střelu vyrazil, on pak přeskočil spadlého obránce Montrealu a dostal puk přes brankáře povedenou střelou do pravé šibenice. Gól byl nakonec vítězným pro Bruins a ti se tak dostali do sedmého zápasu.
V sezoně 2008–09 musel ale podstoupit operaci kolene, kvůli které hrál pouhých 19 zápasů, ve kterých si ale připsal pěkných 7 gólů.
Vstřelil také vítězný gól v prodloužení Winter Classic 2010 mezi Bruins a Philadelphia Flyers na baseballovém Fenway Parku v Bostonu.
2. května 2010, v prvním utkání semifinále Východní konference s Flyers, si zranil koleno. Do týmu se ve zbytku sezony už nevrátil, podstoupil operaci kolene a vrátil se až v prosinci téhož roku. Sezónu 2010/11 začal v týmu Los Angeles Kings, kde odehrál 17 zápasů. Poté byl 26. února 2011 přemístěn do týmu Washington Capitals. Po sezóně mu Capitals nenabídlo smlouvu a 1. července 2011 se stal volným hráčem. Hned na to podepsal smlouvu s týmem Vancouver Canucks jako volný hráč.

## Osobní fakta
Je ženatý a má dvě děti: syna Masona Josepha a dceru Kaydie.

## Ocenění a úspěchy
- 1996 MEJ – Nejproduktivnější hráč
- 1996 MEJ – All-Star Tým
- 1996 DEL – Nejproduktivnější junior
- 1997 DEL – Nejproduktivnější junior
- 1998 NHL – Nováček listopadu 1997
- 2005 DEL – All-Star Game
- 2008 MS – Top tří nejlepších hráčů v týmu

## Prvenství
- Debut v NHL – 4. října 1997 (San Jose Sharks proti Chicago Blackhawks)
- První asistence v NHL – 4. října 1997 (San Jose Sharks proti Chicago Blackhawks)
- První gól v NHL – 4. října 1997 (San Jose Sharks proti Chicago Blackhawks, kanadskému brankáři Jeff Hackett)
- První hattrick v NHL – 23. prosince 1998 (Edmonton Oilers proti San Jose Sharks)

## Klubová statistika
| Sezóna       | Klub                | Soutěž       |     | Základní část | Základní část | Základní část | Základní část | Základní část |    | Play off | Play off | Play off | Play off | Play off |
| Sezóna       | Klub                | Soutěž       | Z   | G             | A             | B             | TM            | Z             | G  | A        | B        | TM       |          |          |
| 1995–96      | EV Landshut         | DEL          | 47  | 12            | 20            | 32            | 50            | 11            | 1  | 3        | 4        | 18       |          |          |
| 1996–97      | EV Landshut         | DEL          | 46  | 16            | 27            | 43            | 40            | 7             | 1  | 4        | 5        | 6        |          |          |
| 1997–98      | San Jose Sharks     | NHL          | 74  | 10            | 20            | 30            | 40            | 2             | 0  | 0        | 0        | 0        |          |          |
| 1998–99      | San Jose Sharks     | NHL          | 78  | 16            | 22            | 38            | 52            | 6             | 2  | 2        | 4        | 4        |          |          |
| 1999–00      | San Jose Sharks     | NHL          | 74  | 12            | 15            | 27            | 22            | 12            | 1  | 3        | 4        | 6        |          |          |
| 2000–01      | San Jose Sharks     | NHL          | 81  | 14            | 18            | 32            | 28            | 6             | 0  | 2        | 2        | 0        |          |          |
| 2001–02      | San Jose Sharks     | NHL          | 77  | 21            | 20            | 41            | 32            | 12            | 3  | 2        | 5        | 2        |          |          |
| 2002–03      | San Jose Sharks     | NHL          | 82  | 28            | 20            | 48            | 16            | —             | —  | —        | —        | —        |          |          |
| 2003–04      | San Jose Sharks     | NHL          | 64  | 21            | 20            | 41            | 36            | —             | —  | —        | —        | —        |          |          |
| 2004–05      | ERC Ingolstadt      | DEL          | 45  | 22            | 16            | 38            | 56            | 11            | 3  | 4        | 7        | 12       |          |          |
| 2005–06      | San Jose Sharks     | NHL          | 23  | 6             | 10            | 16            | 16            | —             | —  | —        | —        | —        |          |          |
| 2005–06      | Boston Bruins       | NHL          | 51  | 23            | 20            | 43            | 32            | —             | —  | —        | —        | —        |          |          |
| 2006–07      | Boston Bruins       | NHL          | 76  | 27            | 17            | 44            | 46            | —             | —  | —        | —        | —        |          |          |
| 2007–08      | Boston Bruins       | NHL          | 80  | 27            | 29            | 56            | 40            | 7             | 2  | 2        | 4        | 6        |          |          |
| 2008–09      | Boston Bruins       | NHL          | 19  | 7             | 6             | 13            | 8             | —             | —  | —        | —        | —        |          |          |
| 2009–10      | Boston Bruins       | NHL          | 76  | 22            | 15            | 37            | 30            | —             | —  | —        | —        | —        |          |          |
| 2010–11      | Los Angeles Kings   | NHL          | 17  | 4             | 5             | 9             | 17            | —             | —  | —        | —        | —        |          |          |
| 2010–11      | Washington Capitals | NHL          | 18  | 1             | 6             | 7             | 6             | 9             | 1  | 2        | 3        | 4        |          |          |
| 2011–12      | Vancouver Canucks   | NHL          | 6   | 0             | 0             | 0             | 2             | —             | —  | —        | —        | —        |          |          |
| 2011–12      | Florida Panthers    | NHL          | 42  | 3             | 2             | 5             | 23            | 7             | 0  | 0        | 0        | 4        |          |          |
| 2012–13      | Kölner Haie         | DEL          | 5   | 0             | 0             | 0             | 6             | 12            | 6  | 3        | 9        | 18       |          |          |
| Celkem v DEL | Celkem v DEL        | Celkem v DEL | 154 | 51            | 66            | 117           | 172           | 41            | 11 | 14       | 25       | 54       |          |          |
| Celkem v NHL | Celkem v NHL        | Celkem v NHL | 938 | 242           | 245           | 487           | 446           | 68            | 9  | 13       | 22       | 30       |          |          |

## Reprezentace
| Rok                       | Tým                       | Soutěž                    | Z  | G  | A  | B  | TM |
| ------------------------- | ------------------------- | ------------------------- | -- | -- | -- | -- | -- |
| 1995                      | Německo 20                | MSJ                       | 7  | 0  | 0  | 0  | 6  |
| 1995                      | Německo 18                | MEJ                       | 5  | 2  | 3  | 5  | 2  |
| 1996                      | Německo 20                | MSJ                       | 6  | 4  | 6  | 10 | 51 |
| 1996                      | Německo 18                | MEJ                       | 5  | 5  | 6  | 11 | 8  |
| 1997                      | Německo                   | MS                        | 8  | 1  | 1  | 2  | 4  |
| 1998                      | Německo                   | OH                        | 2  | 0  | 0  | 0  | 0  |
| 2001                      | Německo                   | MS                        | 7  | 4  | 1  | 5  | 26 |
| 2004                      | Německo                   | SP                        | 4  | 2  | 0  | 2  | 0  |
| 2006                      | Německo                   | OH                        | —  | —  | —  | —  | —  |
| 2006                      | Německo                   | MS B                      | 5  | 4  | 3  | 7  | 4  |
| 2008                      | Německo                   | MS                        | 6  | 2  | 1  | 3  | 6  |
| Juniorská kariéra celkově | Juniorská kariéra celkově | Juniorská kariéra celkově | 23 | 11 | 15 | 26 | 67 |
| Seniorská kariéra celkově | Seniorská kariéra celkově | Seniorská kariéra celkově | 32 | 13 | 6  | 19 | 40 |